# (4277) Holubov
(4277) Holubov ist ein Hauptgürtelasteroid, der am 15. Januar 1982 von Antonín Mrkos vom Kleť-Observatorium aus entdeckt wurde.
Der Asteroid wurde nach dem südböhmischen Dorf Holubov, das nordöstlich des Kleť liegt, benannt.